# Gregori I de Taron

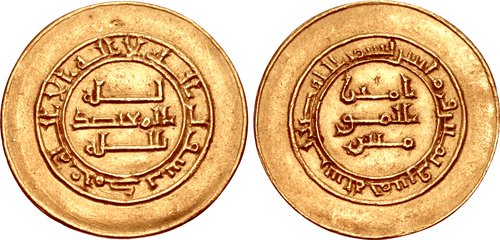
Dinar d'or d'al-Mútadid (r. 892–902)

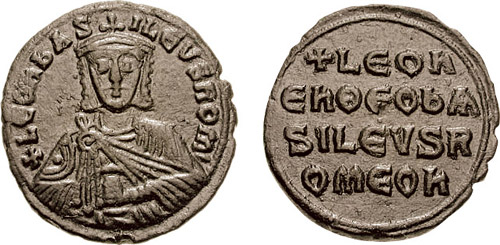
Follis de Lleó VI, el Savi (r. 886–912)

Gregori I de Taron (en armeni: Գրիգոր; en grec antic : Κρικορίκιος/Γρηγόριος ὁ Ταρωνίτης transliterat.: Krikoríkios/Grigórios o Taronitis) va ser un noble armeni de la família bagràtida dels segles ix i x i governant de la regió de Taron, al sud d'Armènia, del 898 fins a la seva mort el 923/936.

## Biografia
Gregori I era un membre de la dinastia bagràtida armènia. Del seu pare se sap només el primer nom, Derenici o Tornic (Derenik o T‘ornik), i certament era el germà d'Asoci II de Taron i fill del príncep Bagrat I Bagratuní. Després de la mort de seu cosí, Gurguèn de Taron, cap a l'any 897, va morir l'emir xaibànida Ahmed ben Isa ben Shaikh al-Shaybani el 898 i el seu fill Muhammad ben Ahmed ben Isa encara que segurament va ser qui va rebutjar un atac dels armenis a Trukh, no va tardar a ser atacat pel califa, que va recuperar el Diyar Bakr l'any 899, abandonant de facto el Taron. Llavors Gregori I, potser fins i tot amb consentiment musulmà, es va proclamar príncep de Taron en un moment entre els anys 896 i 898. Des de l'inici va ocupar un paper doble de diplomàcia amb els dos grans poders de la regió, el Califat Abbàssida i l'Imperi Romà d'Orient, llavors governats respectivament pel califa al-Mútadid (r. 892–902) i l'emperador Lleó VI el Filòsof (r. 886–912). Segons el llibre Sobre l'administració de l'imperi (Sobre l'administració de l'Imperi) de l'emperador Constantí VII Porfirogènit (r. 913-959), va prometre aliar-se amb Lleó VI contra l'entrega de valuosos regals, alhora que va permetre que els exèrcits califals travessessin els seus territoris per saquejar el territori romà d'Orient i va trair els plans de campanya de l'Imperi Romà d'Orient revelant-los als àrabs. Lleó li va enviar repetits missatges convidant-lo a visitar Constantinoble, però Gregori va rebutjar el desplaçament, al·legant la vulnerabilitat dels seus dominis davant d'un atac àrab mentre estigués absent.
Gregori també va lluitar contra els seus nebots i cosins, els dos "fills d'Arcaicas". Aquest "Arcaicas" ha estat identificat amb David Arqaik i els seus fills serien Asoci Arqaik i algun altre germà (també es podria tractar de fills de nom desconegut d'Asoci Arqaik, un d'ells anomenat Asoci el Jove, però és menys probable), i els va fer captius. El rei Simbaci I d'Armènia, que era l'oncle de tots ells, va demanar a Lleó d'intercedir de manera que no fossin lliurats als àrabs. Lleó va enviar en ambaixada al protoespatari Constantí Lips com emissari a Gregori. L'ambaixada va tenir per resultat un acord pel qual Asoci no seria entregat als àrabs i en garantia el fill bastard de Gregori, Asoci (futur Asoci III de Taron) va ser enviat com a ostatge a Constantinoble, on va rebre el títol de protoespatari i se'l va deixar tornar aviat al Taron. Va ser substituït com a ostatge pel germà de Gregori, Aponagem, que també va ser nomenat protoespatari. Llavors Gregori va anar a la cort romana d'Orient i on se'l va nomenar magistros i estrateg de Taron i se li va donar un palau a la capital i una renda, però el taronita el va canviar per un domini a la província de Keltzene. A la tornada de Gregori al Taron, Aponagem va haver de tornar a la cort romana d'Orient i on va ser nomenat patrici i es va casar amb la filla de l'ambaixador protoespatari Constantí. Més tard Asoci Arqaik va tornar a la cort i va ser nomenat també patrici de Taron i, per tant, Aponagem va poder tornar a casa.
La visita de Gregori a Constantinoble està datada al voltant de l'any 906, amb base en la data tradicional d'una cerimònia de recepció d'un «príncep de Taron» al palau del Magnaura que és relatada en Sobre l'administració de l'imperi de Constantí VII, i la mort de Lleó en 912, si bé el 906 només es considerava la data més probable. A Constantinoble, Gregori va rebre una fastuosa recepció, així com els títols de mestre i estrateg de Taron, l'ús del palau de "Casa Barbaro" com una residència a la capital imperial i un pagament personal anual de 5 quilos de nomismes d'or i 5 de miliaresis de plata. Després d'una perllongada permanència temporal a la capital, va ser escortat cap als seus dominis per Constantí Lips. La concessió del títol d'estrateg, normalment portat pels governadors dels temes romans d'Orient, podria indicar que en aquell punt, Taron va ser reconeguda pel govern imperial com una província romana d'Orient de fet, i no només un estat vassall.

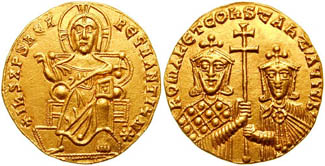
Sòlid de Romà I Lecapè (r. 920–944) i Constantí VII Porfirogènet (r. 913-959)

Al llibre Sobre l'administració de l'imperi es relata que el favor i honors concedits a Gregori van provocar l'enveja dels prínceps armenis i ibers veïns, que posteriorment van protestar a l'emperador Romà I Lecapè (r. 920–944). Romà I va respondre que ell no podrien retirar els privilegis garantits pel seu predecessor, per crisòbul, però que demanaria una compensació de Gregori. Aquest va oferir el pagament d'un tribut anual en forma d'estris de coure i robes amb un pes de 5 quilos, però després de tres o quatre anys l'enviament es va aturar, de la mateixa manera que, en compensació, el seu pagament anual va ser suspès pels romans d'Orient. En algun moment després del 923, Gregori també va intercanviar la "Casa Barbaro", possiblement a causa del seu manteniment onerós amb l'«estat de Gregori» al districte de Keltzene. Gregori va morir en algun moment entre el 923 i el 936, i va ser succeït pels seus fills Bagrat II i Asoci III de Taron.